# Alderpoint
Alderpoint (vroeger Alder Point) is een plaats (census-designated place) in Humboldt County in de Amerikaanse staat Californië. Alderpoint ligt aan de Eel River op een hoogte van 144 meter en bevindt zich 18 km ten noordoosten van Garberville. Volgens de volkstelling van 2010 woonden er 186 mensen in Alderpoint. Er waren 80 gezinnen en de meerderheid van de bevolking was blank (91,4%).

## Politiek
Voor de Senaat van Californië ligt Alderpoint in het tweede district, dat vertegenwoordigd wordt door de Democraat Noreen Evans. Voor de verkiezing van vertegenwoordigers in het Assembly, valt Alderpoint binnen het eerste district, dat vertegenwoordigd wordt door de Democraat Wes Chesbro. Beide districten omvatten ongeveer de hele kuststrook van Californië ten noorden van Marin County. Ze worden traditioneel door Democratische kandidaten gewonnen. Voor de verkiezing van Afgevaardigden in het Huis van Afgevaardigden ligt Alderpoint in het eerste congresdistrict. Mike Thompson vertegenwoordigt het district sinds 1999.